# Maurício Corrêa
Maurício José Corrêa GOMM (São João do Manhuaçu, 9 de maio de 1934 — Brasília, 17 de fevereiro de 2012) foi um advogado, jurista e político brasileiro filiado ao Partido da Social Democracia Brasileira (PSDB). Foi presidente do Supremo Tribunal Federal (STF) nomeado pelo governo Itamar Franco, além de ministro da Justiça e presidente do Tribunal Superior Eleitoral (TSE). Pelo Distrito Federal, foi senador.

## Biografia
Tornou-se bacharel em ciências jurídicas e sociais pela Faculdade de Direito de Minas Gerais, na turma de 1960. A partir de 1961 foi advogado militante em Brasília, com escritório especializado em direito comercial e direito civil. No período de 1961 até 1986 exerceu o cargo de procurador autárquico do IAPAS e IAPM.
De 1975 a 1986 foi conselheiro da Ordem dos Advogados do Brasil — Seção do Distrito Federal, ocupando a vice-presidência da entidade, no período de 1977 a 1979, e exercendo a presidência, por quatro mandatos, de 1979 a 1986.
Filiado ao PDT, elegeu-se em 1986 senador pelo Distrito Federal, havendo participado dos trabalhos da Assembleia Nacional Constituinte. Apresentou 459 emendas, das quais 144 foram aprovadas. Como senador constituinte, participou das comissões e subcomissões da Organização dos Poderes e Sistemas de Governo, do Poder Judiciário e do Ministério Público. Posicionou-se contrariamente à criação da Corte Constitucional, defendendo os textos que vieram integrar a Constituição de 1988, relativos aos órgãos do Poder Judiciário, bem assim à composição e competência do Supremo Tribunal Federal.
Candidatou-se a governador do Distrito Federal em 1990, perdendo para Joaquim Roriz.
Foi vice-presidente da comissão parlamentar de inquérito destinada a apurar as denúncias feitas por Pedro Collor contra Paulo César Farias.
Desempenhou o cargo de ministro da Justiça, durante o governo do presidente Itamar Franco, de 5 de outubro de 1992 a 5 de abril de 1994. Naquele momento era filiado ao PSDB. Em 1993, Correia foi admitido pelo presidente Itamar Franco à Ordem do Mérito Militar no grau de Grande-Oficial especial.
O Presidente Itamar o indicou para ministro do Supremo Tribunal Federal na vaga decorrente da aposentadoria do ministro Paulo Brossard. Aprovado pelo plenário do Senado Federal por 48 votos contra 3, tomou posse no tribunal em 15 de dezembro de 1994. Eleito presidente do STF em sessão plenária de 9 de abril de 2003, foi empossado em 5 de junho de 2003. Aposentado pelo limite de idade para permanência no cargo (70 anos) em 8 de agosto de 2004.
Disputou as eleições distritais do Distrito Federal de 2006 ao cargo de vice-governador, desta vez filiado ao PMDB, na chapa de Maria de Lourdes Abadia. Retornaria ao PSDB e apoiou, nas eleições distritais no Distrito Federal em 2010, o candidato petista Agnelo Queiroz.
Morreu em virtude de uma parada cardíaca em 17 de fevereiro de 2012 em Brasília.